# Chimariko

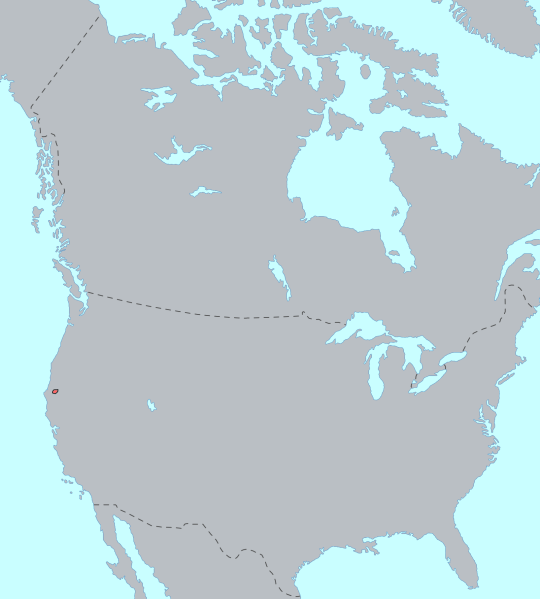
En vermell, lloc on es parlava el chimariko

El chimariko (autònim č'imar- 'persona') és una llengua morta i aïllada que es parlava a la zona del Comtat de Trinity, al nord-oest de Califòrnia, Estats Units, pels amerindis de Califòrnia chimarikos. Mentre que l'àrea total reclamada per aquestes comunitats era molt petita, Golla (2011:87–89) creu que hi ha proves que es van reconèixer tres dialectes locals: Trinity River Chimariko, parlat al llarg del riu Trinity de la boca del South Fork per Salyer fins a Big Bar, amb la seva vila principal a Burnt Ranch; South Fork Chimariko, parlat a l'entrecreuament de South Fork i Hayfork Creek, amb vila principal a Hyampom; i New River Chimariko, parlat al llarg de New River al vessant sud dels Trinity Alps, amb vila principal a Denny.

## Documentació històrica
Roland Dixon va començar a treballar en l'idioma chimariko l'any 1900, quan hi havia pocs parlants. Dixon va treballar amb dos: la Sra Dyer i un home que es deia Friday. Més tard es va aconseguir una àmplia documentació sobre la llengua pel treball de John Peabody Harrington, qui va treballar amb Sally Noble, última parlant de la llengua morta el 1922. L'assistent de Harrington, John Paul Marr també va recollir registres de la llengua amb la parlant Martha Zigler.

## Relacions genètiques
S'han donat diverses propostes enllaçant al chimariko amb altres llengües de la hipotètica família de llengües hoka. Roland Dixon suggeria una relació entre el Chimariko i les famílies de llengües shasta i palaihnihanes. La famosa classificació de 1929 d'Edward Sapir agrupava a la chimariko amb els grups shasta, palaihnihà, pomo i els idiomes karok i yana en un subgrup Ocán conegut com a hoka septentrional. S'ha suggerit una família Kahi que agruparia al chimariko, shasta, palaihnihà i karok. La major part dels especialistes actualment no consideren demostrades aquestes relacions, per la qual cosa segueix considerant-se una llengua aïllada.
El projecte comparatiu ASJP Arxivat 2014-01-27 a Wayback Machine. no mostra similituds òbvies de vocabulari entre el chimariko i cap altra llengua, encara que sembla apuntar a una possible relació llunyana amb la llengua zuni, o fins i tot el kootenai No obstant això, aquesta similitud podria deure's a raons accidentals i no és prova en ferm de parentiu.

## Descripció lingüística

### Fonologia
L'inventari fonològic del chimariko ve donat per:
|           |              | Labial | Dental | Post- alveolar | Palatal | Velar | Uvular | Glotal |
| --------- | ------------ | ------ | ------ | -------------- | ------- | ----- | ------ | ------ |
| Oclusiva  | simple       | p      | t      | ṭ              |         | k     | q      |        |
| Oclusiva  | aspirada     | pʰ     | tʰ     | ṭʰ             |         | kʰ    | qʰ     |        |
| Oclusiva  | glotalitzada | pʼ     | tʼ     | ṭʼ             |         | kʼ    | qʼ     | ʔ      |
| Africada  | simple       |        | c      |                | č       |       |        |        |
| Africada  | aspirada     |        | cʰ     |                | čʰ      |       |        |        |
| Africada  | glotalitzada |        | cʼ     |                | čʼ      |       |        |        |
| Fricativa | Fricativa    |        | s      |                | š       | x     | χ      | h      |
| Sonorant  | nasal        | m      | n      |                |         |       |        |        |
| Sonorant  | no-nasal     |        | l, r   |                | y       | w     |        |        |

### Gramàtica
Tipològicament el chimariko usa predominantment el marcatge de nucli. Els arguments nuclears s'indiquen en el verb, i la possessió es marca en el constituent o nom posseït. Les marques de cas inclouen l'instrumental i el comitatiu, mentre que per a la resta de relacions nominals no apareix cap marca. L'estructura argumental es basa en agents i pacients del predicat. El chimariko és una llengua sintètica sufixant tendint a polisintètica. No obstant això, els pronoms personals i els possessius poden ser tant prefixos com a sufixos. Pel que fa a l'ordre sintàctic, el chimariko tendeix a col·locar el verb al final, encara que donada la naturalesa limitada de les dades, és difícil assegurar que es tracta d'una llengua de verb final. No s'han identificat preferències o restriccions respecte a l'ordre dels elements del sintagma nominal.